# Izsópolaj
Az izsópolaj az izsóp (Hyssopus) illóolaja.

## Hatásai
Csillapítja a légúti megbetegedések tüneteit. Fokozza az étvágyat, enyhíti a gyomorpanaszokat. Csillapítja a reumás tüneteket és kihajtja a húgykövet.

## Használata
Köptető, nyákoldó hatása miatt jól használható köhögés, hörghurut, asztma, torokgyulladás, megfázás és szénanátha esetén. Fertőző betegség esetén aromalámpában lehet párologtatni. Javítja az emésztést, erősíti a gyomrot és féregűző. Elősegíti a szabályos menstruációt, emeli a vérnyomást.
Melegséget és szeretet közvetít, jól hat a lélekre is. Segít a logikus gondolkodásban és a koncentrációban. Lemosás és borogatás formájában sebekre alkalmazható. Bedörzsölőszerként ekcémás, fekélyes bőr kezelésére alkalmas.